# Istmo Carlos Ameghino
Istmo Carlos Ameghino är ett näs i Argentina.   Det ligger i provinsen Chubut, i den södra delen av landet, 1 000 km sydväst om huvudstaden Buenos Aires. Istmo Carlos Ameghino ligger 92 meter över havet.
Terrängen runt Istmo Carlos Ameghino är platt. Trakten är glest befolkad. Det finns inga samhällen i närheten.